# Stazione di Glounthaune
La stazione di Glounthaune, nota anche come Cobh Junction, è una stazione ferroviaria della linea Cork – Youghal a servizio di Glounthaune nella contea di Cork, Irlanda. Da essa di dirama la linea per Cobh

## Storia
La stazione fu aperta il 10 marzo 1862 assieme alla linea per Cobh. Lo scalo ebbe la denominazione di Queenstown Junction fino al 25 settembre 1928, quando fu ribattezzato Cobh Junction. Il suo nome fu nuovamente modificato nel 1994 per adeguarsi al toponimo della vicina cittadina.
La linea per Youghal fu chiusa al servizio viaggiatori nel 1963 e fu mantenuta fino agli anni ottanta per il servizio merci. Nel 2009 fu riaperta fino alla stazione di Midleton e l'impianto di Glounthaune fu rinnovato per l'occasione.

## Strutture ed impianti
Il piazzale è dotato di due binari.

## Movimento
La stazione è servita da due linee del servizio ferroviario di Cork:
- la Cork Kent – Midleton;
- la Cork Kent – Cobh.

## Servizi
- Servizi igienici